# Dracunculosi
La dracunculosi, també anomenada malaltia del cuc de Medina, filària de Medina o cuc de Guinea, és una nematodosi causada per l'espècie Dracunculus medinensis, un nematode (cuc rodó) llarg i molt prim[1]. La infecció comença quan una persona beu aigua estancada contaminada amb copèpodes del gènere Cyclops infestats amb les larves d'aquests cucs. Aproximadament un any després, la malaltia es presenta amb una sensació de dolor i cremor centrada al punt on el cuc forma una ampolla, generalment a les extremitats inferiors. L'OMS la inclou a la llista de Malalties tropicals desateses.
La dracunculosi provoca nòduls cutanis i úlceres subseqüents, situades generalment en algun lloc dels membres inferiors; aquest parasitisme humà, que ja és greu per si mateix malgrat que la mortalitat és baixa, pot complicar-se a causa d'infeccions piògenes secundàries, fins i tot tetàniques i gangrenoses quan s'intenta la seva extracció i es parteix el cuc, ja que en queda una porció a l'interior de l'hoste i s'alliberen les larves en aquest mateix medi.

## Tractament
Tenint en compte que no existeixen vacunes ni medicaments per tractar ni prevenir la malaltia, és primordial atendre de forma adequada els casos coneguts i no permetre que la persona infectada s'acosti a les aigües estancades, per tal que els cucs que hi ha dins del seu cos morin sense dipositar els seus ous novament a l'aigua i el cicle de la malaltia es trenqui. De fet, les persones infectades no s'adonen que ho estan fins un any després d'haver ingerit l'aigua contaminada.
La principal via de prevenció és a través d'un canvi de comportament, juntament amb la provisió de fonts d'aigua potable i el tractament d'aigua potable contaminada amb larvicides. No hi ha animal o reservori en el medi ambient d'aquesta filària i, per tant, és obligatori que el paràsit passi a través dels éssers humans per tal de sobreviure.[6]

Dues representacions d'Esculapi, amb el bastó i la serp (Il·lustració recollida en l'obra de Welsch). Dreta: La Copa d'Higia, la serp enroscada sobre una copa o calze

El tractament clàssic utilitzat per extreure el “cuc de Medina” consisteix a treure’l acuradament des de l'úlcera, només 1-2 cm. diaris, enrotllant-lo en un palet de fusta, fins i tot un llumí, i aconseguir extreure’l sencer, per la qual cosa pot trigar-se entre una i dues setmanes. És molt possible que aquest mètode, ja descrit i representat en els tractats dels grans metges àrabs medievals, i segurament empleat en civilitzacions precedents, hagi estat l'origen del logotip adoptat per la medicina, el bastó d'Esculapi i la serp, i passat més tard al de la copa i la serp que designen la professió farmacèutica, la famosa “Copa d'Higia”, on la serp representa el poder i el calze el remei.

## Història
La dracunculosi és una afectació molt antiga que ja s'ha trobat en mòmies egípcies. Les primeres descripcions es troben en els papirs Ebers, datats del 1500 aC, els quals inclouen instruccions per tractar les inflors en les extremitats causades pels anomenats “aat”, que semblen referir-se tant a la natura de la infecció com a les tècniques per eliminar el cuc. Aquesta interpretació és àmpliament acceptada per la majoria de parasitòlegs, encara que és probable que la paraula “aat” signifiqui simplement inflor i no es refereixi específicament als cucs. De totes maneres, la confirmació de la presència d'aquest paràsit en l'antic Egipte va quedar constatat quan es varen trobar en dues mòmies un cuc femella ben preservat, i un altre cuc calcificat, aquest en les cavitats abdominals d'un adolescent.
Molts autors consideren que la dracunculosi és una de las poques malalties descrites de forma inequívoca en la Bíblia, i la majoria de parasitòlegs accepten que les “serps ardents” que varen atacar i ferir els israelites en la regió del mar Roig, després de la sortida d'Egipte, eren en realitat “cucs de Guinea”.

"La serp de bronze", del gravador i il·lustrador francès Gustave Doré, pertanyent a la seva obra La Sainte Bible (1866)

Aquest passatge apareix en el Llibre dels Nombres (21,5-6), suposadament escrit als voltants de l'any 1300 aC, en el capítol titulat “La serp de bronze”: “Varen partir del mont Hor, camí del mar de Suf, rodejant el territori d'Edom. El poble es va impacientar pel camí. I va parlar el poble contra Déu i contra Moisés: “¿Perquè ens heu pujat d'Egipte per morir en el desert? Doncs no tenim ni pa ni aigua, i estem fastiguejats d'aquest menjar miserable".
Envià llavors Yahvé contra el poble serps ardents que mossegaven el poble; i va morir molta gent d'Israel. El poble va anar a dir-li a Moisés: “Hem pecat per haver parlat contra Yahvé i contra tu. Intercedeix davant Yahvé per tal que aparti de nosaltres les serps”. Moisés va intercedir per al poble; i va dir Yahvé Moisés: “Agafa una serp ardent i posa-la dalt d'un pal. Tothom que hagi estat mossegat i la miri viurà”. Va fer Moisés una serp de bronze i la va posar dalt d'un pal. I si una serp mossegava un home i aquest mirava la serp de bronze, quedava amb vida”.
En algunes tauletes d'argila amb textos assiris del segle VII aC., trobades a la Biblioteca del rei Assurbanipal a la ciutat de Nínive, també es feia referència a la dracunculosi, i més tard se'n varen trobar al·lusions en diversos autors grecs i romans, com Agatàrquides de Cnide (s. II aC.), Plutarc (s. I-II dC.) o Galè (s. II dC.), qui la va anomenar “dracontiasi”.
Posteriorment, en els segles IX-X, en els treballs dels metges àrabs Rhazes o Ibn Sina, va ser anomenada “bena de Medina”. Molt més tard, el 1674, el metge alemany Georg Hieronymus Welsch (conegut com a Velschius) va escriure un tractat formidable sobre aquest paràsit, seguint l'obra d'Ibn Sina, titulat Exercitatio de vena medinensis, en la qual s'incloïen diverses il·lustracions com les que segueixen, mostrant afectats per la malaltia i la manera com s'extreia el cuc del seu cos.

Farmàcia d'un cirurgià persa i extracció del cuc de la cama de dos pacients pel mètode tradicionsl (Il·lustració treta de l'obra de Welsch)

Esquerra: Individuus afectats de dracontiasi i sotmesos a una cura hidrotermal; Dreta: Diverses localitzacions de la "vena medinensis" en el cos humà (Il·lustracions tretes de l'obra de Welsch)

L'interès per la dracunculosi va ressorgir a finals del segle xviii quan els europeus iniciaren els seus viatges per Àfrica i varen descriure la malaltia en el golf de Guinea, vet aquí el perquè del nom “cuc de Guinea”. Tanmateix, encara existien molts dubtes sobre la seva naturalesa, i hi havia qui opinava que es tractava de nervis de teixits morts.
Carl Linné afirmà que, en efecte, es tractava de cucs, i els va classificar entre els “vermes intestinals”, amb el nom de Gordius medinensis, “totus pallidus”, l'antiga “vena medinensis”, que també va denominar com a Dracunculus persarum”, del llatí dracunculus, serp o dragó petit, dragonet, i “persarum”, de Pèrsia. Linné afegia que aquesta espècie “viu a l'Índia, es mostra més a l'hora de la rosada matinal, es conserva dins del peu i des d'allà es passeja, provocant febre i dolor, i s'extrau amb cautela. Swieten els treu entre els 20 i els 40 dies”.
L'any 1819, el zoòleg suec Karl Asmund Rudolphi, considerat el “pare” de l'helmintologia, va descobrir femelles adultes i les seves larves; el 1836, D. Forbes, un oficial de l'exèrcit britànic que servia a l'Índia, va trobar i descriure les larves de Dracunculus medinensis a l'aigua, i durant els següents anys, diversos parasitòlegs, entre els quals cal influir George Busk, cirurgià naval i naturalista britànic, varen pensar que els éssers humans s'infectaven a través de la pell.
Finalment, l'any 1870, el naturalista i viatger rus Alexej Pavlovic Fedchenko va descobrir els hostes intermediaris durant un viatge d'exploració realitzat al Turkestan, després d'una estada a la rodalia de Samarcanda. Allà va observar que els embrions d'aquests cucs, un cop alliberats a l'aigua, parasitaven Cyclops, en els quals es transformaven en unes larves desconegudes fins aquell moment, on patien una nova metamorfosi, mantenint-se en el cos dels Cyclops a l'espera de ser ingerits per l'home quan beguessin aigua. Un cop digerits aquests crustacis, les larves alliberades parasitaven el nou hoste i en ell assolien l'estat adult.
Poc després, entre 1877-1878, el metge i polític búlgar Hristo Stambolski va descriure la dracunculiosi i la seva patogènesi mentre estava exilat al Iemen per raons polítiques. La seva teoria, però, consistia a creure que la causa de la infecció estava en l'aigua infectada que bevia la gent. Finalment, les observacions de Fedchenko varen comptar amb una gran acceptació, sobretot després d'haver estat confirmades el 1894 por Patrick Manson. El cicle de vida complet va ser demostrat en primer lloc pel naturalista anglès Robert Thomas Leiper en 1905, i més tard, el 1913 pel bacteriòleg hindú Dyneshvar Atmaran Turkhud, que va infectar voluntaris humans amb crustacis parasitats per cucs.

## Epidemiologia
La dracunculosi ha estat una malaltia recurrent al llarg de la història i afectava anualment a milions de persones. Si bé va ser prevalent en vint països de l'Àsia i Àfrica, ara la malaltia segueix sent endèmica en només tres països de l'Àfrica.[2]
Entre 1926-1931 va ser completament erradicada de l'Uzbekistan seguint tota una sèrie de mesures sanitàries efectives, com la purificació de les aigües. El 1972 va ser eliminada de l'Iran i poc després va desaparèixer de diversos estats hindús: Tamil Nadu (1984), Gujarat (1989) i Maharashtra (1991).
L'any 1986 es va iniciar un gran esforç per part de la comunitat mundial para erradicar aquesta malaltia, que únicament aquell any va afectar 3,5 milions de persones, repartides per vint nacions, disset africanes i tres asiàtiques (Índia, Pakistan i el Iemen), on la malaltia era endèmica i acostumava a afectar persones que vivien en condicions d'extrema pobresa, en zones rurals, que bevien l'aigua estancada que contenia la larva i no la bullien prèviament.
De fet, la Campanya mundial per eliminar el “cuc de Guinea” es va iniciar el través de la U.S Center for Disease and Prevention (CDC); però a partir de 1986 va comptar amb l'ajut de l'ex-president nord-americà Jimmy Carter, qui a través de la seva organització sense ànim de lucre, Carter Center, va començar a liderar les campanyes globals junt amb la CDC, Unicef i OMS.
Gràcies a diverses intervencions, como educació en la higiene, ús de substàncies químiques per matar les larves i distribució de draps barats que filtressin els paràsits de l'aigua potable, els casos han anat reduint-se de manera progressiva i geomètrica: el 1989 se varen reportar 892.050 casos a l ‘any, i el 2000 només 75.125, un 92% menys, reduint-se durant aquest període el nombre de llogarets afectats endèmicament, que es va reduir de 4.132. A més, al Txad, Senegal, Kenya i Camerun es va aconseguir detenir la transmissió local de la malaltia.
El Carter Center va informar el desembre de 2008 que l'erradicació de la dracunculosi estava cada cop més a prop. Quan s'aconseguís, seria la segona vegada en la història que una malaltia és eliminada del planeta, després de la verola l'any 1979. A més, seria la primera malaltia parasitària en ser erradicada i sense l'ús de vacunes o tractament mèdic. Aquesta organització afegia que en aquell moment existien 4.577 casos de dracunculosi repartits entre Mali, Níger, Ghana, Nigèria, Sudan i Etiòpia, menys de la mitat dels casos reportats el 2007, 9.486. A més, es va anunciar una nova aportació de fons, 55 milions de dòlars, procedent de la Fundació Bill i Melinda Gates, i del Departament pel Desenvolupament Internacional del Regne Unit, per progressar cap al fi de la malaltia.
L'Organització Mundial de la Salud (OMS) i el Carter Center tenien l'esperança que pel 2009 no haguessin més casos i que a l'any següent la malaltia seria declarada com eliminada. Tanmateix, les expectatives no es varen complir: el 2009 se varen reportar 3.190 casos, i 1.794 el 2010, dels quals la immensa majoria, 1.698, varen ocórrer al Sudan del Sud, un enorme territori sense infraestructures. La resta de casos varen tenir lloc a Mali (57), Etiòpia (21), Txad (10) i Ghana (8).
El 2011 varen ser reportats 1.058 casos: 12 a Mali, 10 al Txad (no se registrava cap cas entre 2001-2009), 8 a Etiòpia i 1.028 a Sudan del Sud (després de separar-se d'aquest país, Sudan o Sudan del Nord va ser declarat lliure de la malaltia). En aquest mateix any es va considerar que a Ghana també s'havia erradicat el cuc de Guinea, perquè el darrer cas va succeir el maig del 2010. El 2012, els casos reportats encara varen ser inferiors, 542 en total: 521 a Sudan del Sud, 10 al Txad, 7 a Mali i 4 a Etiòpia.
A principis de 2013, l'OMS va declarar provisionalment la malaltia com erradicada, doncs entre l'11 de febrer i el 31 de març no es va presentar cap cas. Tanmateix, malgrat aquests prometedors resultats, quedava patent que aquesta no seria la fi de la dracunculosi, i amb tota seguretat es produirien casos durant 2013, però tot feia presagiar que l'erradicació total de la malaltia estava molt propera; i per això es compara amb el cas de Ghana, que el 2008 va reportar 501 casos (3.358 casos el 2007), i divuit mesos més tard ja es va donar per erradicada. Finalment, aquest any es varen produir 148 casos: 113 a Sudan del Sud, 11 a Mali, 7 a Etiòpia i 14 al Txad.
Durant el 2014 va prosseguir el decreixement espectacular de la malaltia, només 126 casos: 70 a Sudan del Sud, 40 a Mali, 3 a Etiòpia i 13 al Txad. I el 2015 (encara amb dades provisionals), es va produir una taxa extraordinàriament baixa: 5 casos a Sudan del Sud, 5 a Mali, 3 a Etiòpia i 9 al Txad.
Sense cap mena de dubtes, l'erradicació completa de la dracunculosi està a punt de produir-se, sobretot tenint en compte que no hi ha animal o reservori en el medi ambient d'aquest cuc. Per tant, el paràsit està obligat a infectar als éssers humans si vol sobreviure.